# Kai Compagner
Kai Compagner (Delft, 17 juli 1969) is een Nederlandse roeier. Hij nam tweemaal deel aan de Olympische Spelen, maar won hierbij geen medailles.
In 1992 maakte hij zijn debuut op de Olympische Spelen van Barcelona. Bij het onderdeel twee zonder stuurman behaalde hij met Sjors van Iwaarden met een tijd van 6.37,22 een achtste plaats. Vier jaar later moest hij op de Olympische Spelen van Atlanta met 7.10,43 op hetzelfde onderdeel met Van Iwaarden genoegen nemen met een 17e plaats.
In zijn actieve tijd was hij lid van De Delftsche Sport in Delft en Roeivereniging RIC in Amsterdam. Hij studeerde af in informatietechnologie.

## Palmares

### Roeien (twee zonder stuurman)
- 1992: 8e OS in Barcelona - 6.37,22
- 1996: 17e OS in Atlanta - 7.10,43

### Roeien (dubbel vier)
- 1987: 8e WK junioren in Keulen - 4.34,31

### Roeien (acht met stuurman)
- 1993: 5e WK in Račice - 5.42,79
- 1994:  WK in Indianapolis - 5.25,10
- 1995:  WK in Tampere - 5.55,54

Kai Compagner · 
Sjors van Iwaarden
Kai Compagner · 
Sjors van Iwaarden